# Iggebygärdet

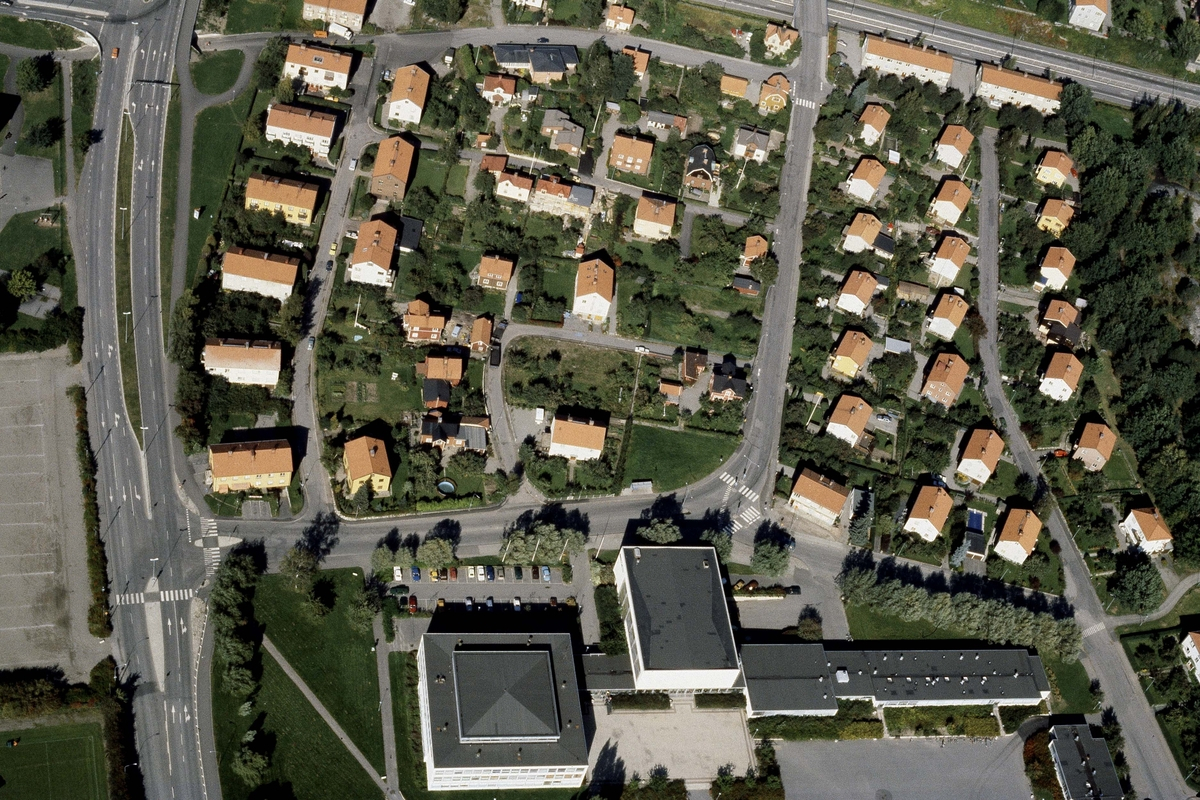
Flygfoto över Iggebygärdet 1979.

Iggebygärdet är en  stadsdel i det administrativa bostadsområdet Kristiansborg-Karlsdal i Västerås. Området är ett bostadsområde som ligger mellan E18 och Carlforsska gymnasiet i Västerås.
I Iggebygärdet finns bostäder, både hyreshus och villor och ett småindustriområde.
Iggebygärdet är en stadsdel i Västerås kommun. Området avgränsas av E18, västra kanten av grönområdet Kullen, Sångargatan och Vasagatan till E18.
Området gränsar i norr över E18 till Vega och Skallberget, i öster och söder till Kristiansborg och i väster till Blåsbo och Aroslund.